# II Партски легион
II Партски легион (Legio II Parthica; Legio secunda Parthica) е легион на римската войска.
Сформиран е през 197 г. в Панония, Илирия и Тракия, както I Партски легион и III Партски легион, от император Септимий Север за похода му против партите. Неговият знак е Кентавър.
След успешния поход против партите той е преместен през 202 г. близо до Рим в Castra Albana на Албани планина, Италия. Затова е наричан и Legio Albana.
214 г. легионът придружава Каракала в Александрия и след това е на зимна квартира в Апамея, Сирия. 
През 217 г. неговият комендант Макрин e намесен в убийството на Каракала.
През 218 г. Публий Валерий Комазон като легионски префект на II Партски легион в Сирия организира заедно с Gannys (възпитател на Елагабал) и III Галски легион бунт против император Макрин 
Затова легионът е отличен от Елагабал със званието Antoniana и Pia Fidelis Felix Aeterna. 218/219 легионът се връща с Елагабал в Италия.
Легионът се бие от 231 до 233 г. с Александър Север против сасанидите. През 234 г. се връща с императора през Илирия покрай Дунав до Рейнската граница. Стациониран е в Mogontiacum (Майнц), когато императорът е убит.
Новият император Максимин Трак мести легиона в Панония и се бие против сарматите.
Легионът е през 238 г. на страната на Максимин Трак и марширува с него към Рим. По пътя легионерите убиват Максимин Трак в Аквилея, преди той да може да се изправи пред Сената.
Затова на легиона е простено и му се дава право да се върне в планините Албани.
От 242 до 244 г. легионът с Гордиан III участва в похода против сасанидите и е награден с името Gordiana Pia Fidelis Aeterna. От император Галиен получава имената Pia V Fidelis V, Pia VI Fidelis VI и Pia VII Fidelis VII.
През ранния 5 век легионът е стациониран в Cepha (днес Hasankeyf, Турция) и е под командването на Dux Mesopotamiae.